# 秀丸ファイラーClassic
秀丸ファイラーClassic（ひでまるファイラークラシック）は、斉藤秀夫により開発されたMicrosoft Windows 向けのファイラー。シェアウェアである。
Windows Vista以降でもXPのエクスプローラーのような操作感を再現できる。タブ表示が可能。秀丸エディタと連携することができる。